# Il vero credente
Il vero credente. Sulla natura del fanatismo di massa è il primo e più noto saggio del filosofo americano Eric Hoffer.
In questo saggio, Hoffer indaga le origini psicologiche del fanatismo di massa, descrivendo i vari tipi di personalità che secondo il suo punto di vista danno origine ai movimenti di massa, siano essi politici o religiosi, progressisti o reazionari.

## Edizioni in lingua italiana
- Eric Hoffer, Il vero credente, traduzione di Stefano Musilli, collana Specchi, Roma, Castelvecchi, 2015,  p. 192, ISBN 9788869441202.